# Tecklenburg (Nadrenia Północna-Westfalia)
Tecklenburg – miasto uzdrowiskowe w zachodnich Niemczech, w kraju związkowym Nadrenia Północna-Westfalia, w rejencji Münster, w powiecie Steinfurt. Liczy 9159 mieszkańców (2010).
W średniowieczu miasto było stolicą hrabstwa o tej samej nazwie.